# (420356) Praamzius
(420356) Praamzius es un objeto transneptuniano descubierto el 23 de enero de 2012 por K. Černis y R. P. Boyle desde el Observatorio Internacional del Monte Graham, Arizona, EE. UU.

## Designación y nombre
Designado provisionalmente como 2012 BX85. Fue nombrado por Praamzius, el dios lituano más antiguo y más alto relacionado con la creación del mundo. Es el dios del cielo, la paz y la amistad en la mitología lituana.

## Características orbitales
Praamzius está situado a una distancia media de 42,692 ua, pudiendo alejarse un máximo de 43,067 ua y acercarse un máximo de 42,318 ua. Tiene una excentricidad de 0,009 y la inclinación orbital 1,092  grados. Emplea 101888,36 días en completar una órbita alrededor del Sol.

## Características físicas
La magnitud absoluta de Praamzius es 5,75